# 科爾欽 (科斯托皮爾區)
50°52′57″N 26°11′51″E / 50.88250°N 26.19750°E
科爾欽（烏克蘭語：Корчин），是烏克蘭西北部的村莊，隸屬里夫內州的里夫內區。該村面積0.69平方公里，海拔高度172米，2001年該村落人口359，人口密度每平方公里520.29人。